# サフダル・アリー・ハーン
サフダル・アリー・ハーン（Safdar Ali Khan, 生年不詳 - 1742年10月13日）は、南インドのカルナータカ太守（在位：1740年 - 1742年）

## 生涯
1740年5月20日、カルナータカ太守である父ドースト・アリー・ハーンはマラーター軍との戦い（ダーマルチェルヴの戦い）に敗れて死亡し、息子であるサフダル・アリー・ハーンはヴェールールへと逃げた。
しかし、サフダル・アリー・ハーンはカルナータカ太守の相続をめぐり、義理の兄弟チャンダー・サーヒブと対立することとなった。彼はマラーターのラグージー・ボーンスレーの支持を得ることに成功し、同年11月16日に太守として即位した。
サフダル・アリー・ハーンはその治世、一連の混乱で不安定化した国家にあらゆる措置を取ったが、国を救うをことはできなかった。
1742年10月13日、サフダル・アリー・ハーンは義理の兄弟ムルタザー・アリー・ハーンに殺害された。